# Palais des sports de Treichville
Le palais des sports de Treichville est une salle couverte en Côte d'Ivoire d'une capacité de 3 500 places construite en 1978 où se tiennent les compétitions de handball, de boxe et de basket-ball, ainsi que plusieurs autres manifestations sportives ( volley-ball, de d'escrime et d'arts martiaux). 
Il est situé dans la commune abidjanaise de Treichville et est adjacent au parc des sports.

## Histoire
Le Palais des sports de Treichville accueille notamment le Championnat d'Afrique de basket-ball 1985.
Laissé sans entretien durant les années 2000, il était tombé dans un état de délabrement avancé et insalubre avant de faire l'objet d'une réhabilitation complète en 2012 pour un coût total de 1,865 milliard de francs CFA, en vue d'accueillir la 8e édition de la coupe du monde francophone de taekwondo. La construction d'un nouveau hall des sports adjacent en 2013, comportant deux nouvelles salles complémentaires au palais des sports, a permis d’accueillir l'Afrobasket 2013.